# Megtérés
A megtérés elsősorban az ábrahámi vallásokban előforduló kifejezés, a gondolkozás- és életmód megváltozására, a mély, belső átalakulásra ("metanoia"), a valódi ráébredésre, annak megtapasztalására használatos szó. Általánosabb értelemben azt is jelentheti, hogy a hívő vagy spirituális törekvő megváltoztatja a gondolkodásmódját, az életmódját, s életét tudatosabban az adott vallás célkitűzéséhez szabja.
A szó a régebbi magyar nyelvben egyszerűen „visszatérést”, „megfordulást” jelentett, 180 fokot fordulni. Az újszövetségi görög nyelvben előforduló eredetije a „metanoia” jelentése a gondolkozásmód és a megértés mély, belső átalakulása, megváltozása.
Régen falun gyakran lehetett hallani ilyet: "Pista, térítsd meg a tehenet!" – azaz, fordítsd meg, hajtsd vissza! A különböző vallásokban, felekezetekben levők a vallásukon kívüliekre használják ezt a szót, akiket agitálnak, hogy jöjjenek, csatlakozzanak hozzájuk. A vallásos nézetek szerinti Isten gyakran éppen az úgynevezett vallásos követőkhöz intézi a megtérés szükségességének üzenetét. Amennyiben nem a mély, belső átalakulással kapcsolatos értelmezést vesszük, akkor a kereszténységben a megtérés szó hétköznapi jelentése: El a világ, a világi emberek követésétől, és Jézust követni egyedül. 

## Judaizmus
- lásd: Szlíchót

## Kereszténység
A megtérés nem pusztán egy szóbeli megnyilvánulás; megbánáshoz illő cselekedeteket is magába foglal és azt jelenti, hogy valaki egy valódi ráébredés következtében egy mély, belső átalakulást él meg, aminek hatására tevékenyen keresi Istent, és életét aláveti neki (ráhagyatkozás). Az őszinte megtérés a gondolkodás és az indítékok teljes megváltozása, elkülönülés a világi értékeket előtérbe helyező gondolkodásmódtól és szokásoktól. Vallási szempontból ezen felül a Biblia útmutatásainak a követése is a megtéréshez tartozik. A vallásos hit szerint Jézus követése megköveteli a teljes szívből való megtérést, s a megtérés minden napon való megismétlését.
Ezen felül a vallás nem tartja Jézus követőinek azokat, akik a "bűnt" (eltévelyedést) is szeretik, és míg bűneiket meg nem bánják és el nem hagyják, addig nem tekinthetők megtérteknek. "Csak a megtértek, azaz a szent életre törekvők nyerhetik el Isten kegyelmét."
A keresztény megtérés egy folyamat, mely a következőképpen foglalható össze:
1. Bűnbánat, amely belső akarati döntésre épül, és Isten szerinti megszomorodás a bűn miatt.
2. Megalázkodás Isten előtt, amelyben a megtérő elismeri hibáit (a hiba elkövetését a magyar Bibliafordításokban bűnnek fordítják).
3. Jézus Krisztus engesztelő áldozatának személyes elfogadása, és az ő nevének segítségül hívása.
4. Az elkövetett hibák, tévedések – bűnök – őszinte, töredelmes szívű megvallása.
5. Elszakadás a téves, bűnös cselekedetektől és életmódtól, ezek elhagyása.
6. Helyettük pedig Jézus Krisztus, ill. a Biblia tanításának követése a mindennapokban, "a Szentlélek ereje által".

A bűn kiöli az erkölcsi érzéket, és az illető nem lesz képes jellemének fogyatkozásait felismerni. Nem látja be vétkeinek rettenetes horderejét. Ha nem enged a Szentlélek befolyásának, sok tekintetben elvakult lesz a bűneivel szemben. Minden bűnét mentegetni igyekszik, kényszerítő körülményekre hivatkozva. 
Isten nem fogad el bűnvallomást őszinte bűnbánat és javulás nélkül. A hívő egész életének át kell alakulnia, és mindazt, ami Istent sérti, el kell hagynia. Egy felszínes megtéréssel becsaphatjuk önmagunk, megtéveszthetünk másokat, de semmiképpen nem állíthatjuk helyre Istennel való tényleges közösségünket. Az ilyen megtérés nem készít fel az Úr nagy napján való megállásra és az illető vesztét okozza. 
```
Így szól az ÚR. Térjetek meg, hagyjátok el vétkeiteket, akkor nem fogtok elbukni bűneitek miatt.
[
8
]
```

```
Azt mondom nektek: ha meg nem tértek, úgy elvesztek mindnyájan.
[
9
]
```

A megtérő embernek mindenekelőtt Krisztus jellemét és szeretetét kell a mindennapi életében bemutatnia. Aki szíve mélyén érzi Krisztus és az Atya szeretetét, akkor nem kérdezi, milyen fokon szükséges megtartania Isten parancsolatait, akkor nem akar megállni a legalsó fokon, hanem tökéletes összhangban kíván élni a Megváltó akaratával. 
Az Újszövetségben említett megtérés szó (görög episztrofé) az élet és a gondolkozásmód alapvető megváltozását jelenti. 
Térjetek meg! – áll az evangéliumban – azaz változtassátok meg szíveteket. Itt a görög metanoeite szó van használva. Mindkét görög szó ugyanazt a cselekedetet jelenti, de más hangsúllyal. Mindkettő ugyanakkor a teljesség igényét fejezi ki. 
Ha az egyén eddig másokra tekintett, most gyökeresen megváltozva, folyamatosan Isten felé kell fordulnia. 
```
Teremjetek hát megtéréshez méltó "gyümölcsöket"!
 
[
12
]
```

## Iszlám
Az iszlám kontextusban arra utal, hogy elhagyják azt, amit Allah tiltott, és visszatérnek ahhoz, amit parancsolt.

## Buddhizmus
A buddhizmusban hagyományosan "menedéket keresnek" (kifejezik hitüket a három drágaságban – Buddhában, dharmában és a szanghában).